# Manifest per la llengua comuna
El Manifiesto por la lengua común (Manifest per la llengua comuna, en català) de juny de 2008 és un manifest anomenat així pels seus signants.
Aquest manifest afirma que la llengua castellana és l'única comuna i oficial de tots els ciutadans espanyols. Segons el mateix manifest el que els mou no és una inquietud cultural sinó política, car el castellà "gaudeix d'una puixança envejable i creixent...", i la inquietud és doncs, pels drets educatius i cívics dels qui tenen el castellà com a llengua materna. Segons el manifest totes les llengües oficials de l'Estat són espanyoles i dignes de protecció, però hi ha una asimetria entre les llengües espanyoles oficials i només el castellà és oficial a tot l'Estat, la qual cosa suposa una gran riquesa per a la democràcia.
El manifest proclama els drets lingüístics de tots els ciutadans, negant que siguin les llengües mateixes les que tinguin drets i es posiciona clarament contra la normalització lingüística, i els drets lingüístics dels ciutadans de parla no castellana. Segons els signants és lògic pensar que dins els diferents territoris hi hagi molts de ciutadans que vulguin desenvolupar la seva vida en castellà, coneixent la llengua autonòmica només per conviure de forma cortesa amb els altres i gaudir de les manifestacions culturals.
Proposen una interpretació de l'article tercer, apartat 3, de la Constitució Espanyola de 1978, que no faci una discriminació o menyspreu dels ciutadans monolingües en castellà, per la qual cosa els signants demanen àdhuc un canvi de la Constitució i dels Estatuts autonòmics. Amb aquesta finalitat demanen una sèrie de mesures en defensa del castellà, incloent-hi la retolació dels edificis oficials i les vies públiques com a mínim en castellà i la utilització del castellà pels representants polítics en les relacions estatals dins i fora d'Espanya.

## Signants[3]
El document fou signat originalment per Mario Vargas Llosa, José Antonio Marina, Aurelio Arteta, Félix de Azúa, Albert Boadella, Carlos Castilla del Pino, Luis Alberto de Cuenca, Arcadi Espada, Alberto González Troyano, Antonio Lastra, Carmen Iglesias, Carlos Martínez Gorriarán, Jose Luis Pardo, Álvaro Pombo, Ramón Rodríguez, Jose Mª Ruiz Soroa, Fernando Savater i Montserrat Caballé, amb moltes adhesions subsegüents.

## Suports
Immediatament els diaris el Mundo i ABC li varen donar suport, i el primer publicà unes butlletes perquè els seus lectors poguessin donar suport també al manifest. Segons diverses fonts, també es posicionaren a favor d'aquest manifest Unió, Progrés i Democràcia, Ciudadanos-Partido de la Ciudadanía, la Generalitat Valenciana, Ángeles González-Sinde (abans de ser nomenada ministra de cultura), Tele 5, TeleMadrid, Mariano Rajoy i la direcció del Partit Popular, entre d'altres.